# ニンテンドーDSiウェアのタイトル一覧
ニンテンドーDSiウェアのタイトル一覧（ニンテンドディーエスアイウェアのタイトルいちらん）では、携帯型ゲーム機・ニンテンドーDSiとニンテンドーDSi LL及びニンテンドー3DSシリーズにおいて実施されていたサービス「ニンテンドーDSiショップ」においてダウンロード可能だったゲームソフトやツールソフトのタイトルを列記する（全494タイトル）。

## 一覧表について
- 掲載しているソフトは、全て日本仕様のニンテンドーDSi向けに配信されているものである。その他の国で配信されているソフトについては英語版を参照。
- 「必要ブロック数」とは、ソフトのダウンロードに必要なニンテンドーDSi本体内蔵メモリの空き容量のことである。（1ブロックは約128KB）
- 「3DS」ではニンテンドー3DSへの対応状況を記述している。
  - 「○」はニンテンドーeショップでのダウンロード、DSiからの移動（引っ越し）共に対応しているソフト。
  - 「△」はDSiからの移動（引っ越し）はできないが、ニンテンドーeショップでダウンロードすることが可能なソフト。
  - 「□」はニンテンドーeショップでのダウンロード、DSiからの移動（引っ越し）共に対応しているが、DSi LLに初めから内蔵されていた場合は移動（引っ越し）ができないソフト。
  - 「×」は3DS非対応（ニンテンドーeショップでのダウンロード、DSiからの移動（引っ越し）共に不可能）のソフト。
- 「備考」内に書かれている「Wi-Fi対応」は、インターネットを利用したサービス（ニンテンドーWi-Fiコネクションもしくは独自サービス）に対応しているソフトであることを示している。「Wi-Fi専用」は、インターネットに接続しないと遊ぶことが出来ないソフトであることを示している。
- ニンテンドー3DSのニンテンドーeショップ終了に伴い、2023年3月28日をもって全てのソフトの配信を終了した[1]。

## 2008年（全14タイトル）
| 配信開始日 | タイトル                                                                              | 発売元メーカー | 必要ブロック数 | 3DS | 備考                                 | 脚注  |
| ---------- | ------------------------------------------------------------------------------------- | -------------- | -------------- | --- | ------------------------------------ | ----- |
| 11月01日   | ニンテンドーDSiブラウザー                                                             | 任天堂         | 082ブロック    | ×   | Operaとの共同開発 無料配信 Wi-Fi専用 | [ 2 ] |
| 12月24日   | うごくメモ帳                                                                          | 任天堂         | 081ブロック    | ×   | 無料配信 Wi-Fi対応                   |       |
| 12月24日   | 鳥とマメ                                                                              | 任天堂         | 014ブロック    | ○   |                                      |       |
| 12月24日   | 紙ヒコーキ                                                                            | 任天堂         | 014ブロック    | ○   |                                      |       |
| 12月24日   | ちょっとマジック大全 3つのシャッフルゲーム                                            | 任天堂         | 023ブロック    | ○   |                                      |       |
| 12月24日   | ちょっとマジック大全 ファニーフェイス                                                 | 任天堂         | 024ブロック    | ○   |                                      |       |
| 12月24日   | ちょっとマジック大全 恐ろしい数字                                                     | 任天堂         | 022ブロック    | ○   |                                      |       |
| 12月24日   | Art Styleシリーズ: AQUARIO                                                            | 任天堂         | 091ブロック    | ○   |                                      |       |
| 12月24日   | Art Styleシリーズ: DECODE                                                             | 任天堂         | 093ブロック    | ○   |                                      |       |
| 12月24日   | ちょっとDr.MARIO                                                                      | 任天堂         | 029ブロック    | ○   |                                      |       |
| 12月24日   | うつすメイドインワリオ                                                                | 任天堂         | 043ブロック    | ○   |                                      |       |
| 12月24日   | ちょっとアソビ大全 おてがるトランプ                                                   | 任天堂         | 030ブロック    | ○   |                                      |       |
| 12月24日   | 東北大学加齢医学研究所川島隆太教授監修 ちょっと脳を鍛える大人のDSiトレーニング 文系編 | 任天堂         | 067ブロック    | □   | DSi LLには初期内蔵                   |       |
| 12月24日   | 東北大学加齢医学研究所川島隆太教授監修 ちょっと脳を鍛える大人のDSiトレーニング 理系編 | 任天堂         | 051ブロック    | □   | DSi LLには初期内蔵                   |       |

## 2009年（全170タイトル）
| 配信開始日 | タイトル                                                                              | 発売元メーカー               | 必要ブロック数 | 3DS | 備考                             | 脚注  |
| ---------- | ------------------------------------------------------------------------------------- | ---------------------------- | -------------- | --- | -------------------------------- | ----- |
| 01月28日   | ニンテンドーDSi時計 フォトスタンドタイプ                                              | 任天堂                       | 05ブロック     | ○   |                                  |       |
| 01月28日   | ソリティアDSi                                                                         | 任天堂                       | 06ブロック     | ○   |                                  |       |
| 01月28日   | ほぼ日路線図 2009                                                                     | 任天堂                       | 051ブロック    | ○   | 配信終了(時期不明)               |       |
| 01月28日   | Art Styleシリーズ: PiCOPiCT                                                           | 任天堂                       | 044ブロック    | ○   |                                  |       |
| 01月28日   | Art Styleシリーズ: SOMNIUM                                                            | 任天堂                       | 063ブロック    | ○   |                                  |       |
| 01月28日   | ちょっとパネルでポン                                                                  | 任天堂                       | 043ブロック    | ○   |                                  |       |
| 01月28日   | ちょっと数陣タイセン                                                                  | 任天堂                       | 038ブロック    | ○   | Wi-Fi対応                        |       |
| 01月28日   | ちょっとアソビ大全 じっくりトランプ                                                   | 任天堂                       | 031ブロック    | ○   |                                  |       |
| 02月25日   | ニンテンドーDSi電卓 ファミコンマリオタイプ                                            | 任天堂                       | 014ブロック    | ○   |                                  |       |
| 02月25日   | ニンテンドーDSi電卓 どうぶつの森タイプ                                                | 任天堂                       | 016ブロック    | ○   |                                  |       |
| 02月25日   | 眺めるだけで賢くなれる!もじぴったんしりとり時計                                       | バンダイナムコゲームス       | 046ブロック    | ○   |                                  |       |
| 02月25日   | Art Styleシリーズ: nalaku                                                             | 任天堂                       | 059ブロック    | ○   |                                  |       |
| 02月25日   | Art Styleシリーズ: HACOLIFE                                                           | 任天堂                       | 068ブロック    | ○   |                                  |       |
| 02月25日   | ちょっとアソビ大全 おなじみテーブル                                                   | 任天堂                       | 035ブロック    | ○   |                                  |       |
| 02月25日   | ちょっとDS文学全集 世界の文学20                                                       | 任天堂                       | 064ブロック    | ○   |                                  |       |
| 02月25日   | 井出洋介の健康麻将DSi                                                                 | 任天堂                       | 065ブロック    | ○   | Wi-Fi対応                        |       |
| 02月25日   | サクッとハマれるホリホリアクション ミスタードリラー                                   | バンダイナムコゲームス       | 058ブロック    | ○   |                                  |       |
| 03月18日   | 数独 初級50問!                                                                        | ハドソン                     | 025ブロック    | ×   |                                  |       |
| 03月18日   | 数独 150問!                                                                           | ハドソン                     | 025ブロック    | ×   |                                  |       |
| 03月25日   | ファンタシースターZERO Mini                                                           | セガ                         | 122ブロック    | ○   |                                  |       |
| 03月25日   | 空気読み。DS                                                                          | ジー・モード                 | 049ブロック    | ○   |                                  |       |
| 03月25日   | ころがしパズル塊魂                                                                    | バンダイナムコゲームス       | 059ブロック    | ×   |                                  |       |
| 04月01日   | ニンテンドーDSi時計 ファミコンマリオタイプ                                            | 任天堂                       | 021ブロック    | ○   |                                  |       |
| 04月01日   | ニンテンドーDSi時計 どうぶつの森タイプ                                                | 任天堂                       | 014ブロック    | ○   |                                  |       |
| 04月01日   | ちょっとマジック大全 スキ・キライ発見器                                               | 任天堂                       | 015ブロック    | ○   |                                  |       |
| 04月01日   | がんばる私のおさいふ応援団                                                            | 任天堂                       | 019ブロック    | ○   |                                  |       |
| 04月01日   | 囲んで消して ワクグミの時間                                                           | 任天堂                       | 028ブロック    | ○   |                                  |       |
| 04月01日   | くるくるアクション くるパチ6                                                          | 任天堂                       | 058ブロック    | ○   |                                  |       |
| 04月01日   | フォトスタンド付き バンブラDXラジオ                                                   | 任天堂                       | 032ブロック    | ○   | Wi-Fi専用 2014年3月31日配信終了  |       |
| 04月15日   | イラストロジック                                                                      | ハドソン                     | 065ブロック    | ○   |                                  |       |
| 04月22日   | ちょっとマジック大全 デート占い                                                       | 任天堂                       | 022ブロック    | ○   |                                  |       |
| 04月22日   | あつめる笑顔帳                                                                        | 任天堂                       | 043ブロック    | ○   |                                  |       |
| 04月22日   | いつでもプリクラ☆キラデコプレミアム                                                   | 任天堂                       | 095ブロック    | ○   |                                  |       |
| 04月22日   | 東北大学加齢医学研究所川島隆太教授監修 ちょっと脳を鍛える大人のDSiトレーニング 数独編 | 任天堂                       | 018ブロック    | ○   | 配信終了(時期不明)               |       |
| 04月27日   | うごくメモ帳 Version2                                                                 | 任天堂                       | 087ブロック    | ×   | 無料配信 Wi-Fi対応               |       |
| 05月01日   | どこでも Wiiの間                                                                      | 任天堂                       | 120ブロック    | △   | 無料配信 2012年4月30日配信終了   |       |
| 05月27日   | ちょっとマジック大全 念写カメラ                                                       | 任天堂                       | 021ブロック    | ○   |                                  |       |
| 05月27日   | パズルいろいろ 月刊クロスワードハウス Vol.1                                           | 任天堂                       | 049ブロック    | ○   | 2014年9月22日配信終了            |       |
| 05月27日   | MR.BRAIN -ミスターブレイン-                                                           | スクウェア・エニックス       | 020ブロック    | ○   | 配信終了(時期不明)               |       |
| 05月27日   | ポケットるるぶ東京                                                                    | 任天堂                       | 111ブロック    | ×   | 配信終了(時期不明)               |       |
| 05月27日   | ポケットるるぶ京都                                                                    | 任天堂                       | 104ブロック    | ×   | 配信終了(時期不明)               |       |
| 05月27日   | リズムで鍛える 新しいえいご漬け やさしい会話編                                        | 任天堂                       | 084ブロック    | ○   |                                  |       |
| 06月10日   | 探偵 神宮寺三郎 椿のゆくえ &謎の事件簿                                                | アークシステムワークス       | 096ブロック    | ○   |                                  |       |
| 06月24日   | 中学基本英単語ワードパズル                                                            | IEインスティテュート         | 029ブロック    | ○   |                                  |       |
| 06月24日   | できすぎチンクルパック                                                                | 任天堂                       | 086ブロック    | ○   |                                  |       |
| 06月24日   | おてがるパズルシリーズ チリアの動物小屋                                               | アークシステムワークス       | 038ブロック    | ○   |                                  |       |
| 06月24日   | ドラゴンクエスト ウォーズ                                                             | スクウェア・エニックス       | 063ブロック    | ○   | Wi-Fi対応                        |       |
| 06月24日   | リアルサッカー2009                                                                    | ゲームロフト                 | 125ブロック    | ×   | 配信終了(時期不明)               |       |
| 06月24日   | リズムで鍛える 新しいえいご漬け ネイティブ会話編                                      | 任天堂                       | 086ブロック    | ○   |                                  |       |
| 07月01日   | パズルいろいろ 月刊クロスワードハウス Vol.2                                           | 任天堂                       | 049ブロック    | ○   | 2014年9月22日配信終了            |       |
| 07月01日   | まほうじんとイメージけいさん                                                          | IEインスティテュート         | 027ブロック    | ○   |                                  |       |
| 07月08日   | エレクトロプランクトン トレーピー                                                     | 任天堂                       | 022ブロック    | ○   |                                  |       |
| 07月08日   | エレクトロプランクトン ハネンボン                                                     | 任天堂                       | 021ブロック    | ○   |                                  |       |
| 07月08日   | エレクトロプランクトン ナノカープ                                                     | 任天堂                       | 020ブロック    | ○   |                                  |       |
| 07月08日   | エレクトロプランクトン ツリガネムシ                                                   | 任天堂                       | 023ブロック    | ○   |                                  |       |
| 07月15日   | ゲーム&ウオッチ ボール                                                                | 任天堂                       | 012ブロック    | ○   |                                  |       |
| 07月15日   | ゲーム&ウオッチ フラッグマン                                                          | 任天堂                       | 012ブロック    | ○   |                                  |       |
| 07月15日   | ゲーム&ウオッチ バーミン                                                              | 任天堂                       | 012ブロック    | ○   |                                  |       |
| 07月15日   | ゲーム&ウオッチ ジャッジ                                                              | 任天堂                       | 012ブロック    | ○   |                                  |       |
| 07月22日   | @SIMPLE DSシリーズ Vol.1 THE 密室からの脱出                                           | ディースリー・パブリッシャー | 076ブロック    | ○   |                                  |       |
| 07月22日   | エレクトロプランクトン レックレック                                                   | 任天堂                       | 026ブロック    | ○   |                                  |       |
| 07月22日   | エレクトロプランクトン ヒカリノワ                                                     | 任天堂                       | 026ブロック    | ○   |                                  |       |
| 07月29日   | うごくメモ帳 Version2.1                                                               | 任天堂                       | 087ブロック    | ×   | 無料配信 Wi-Fi対応               |       |
| 07月29日   | ゲーム&ウオッチ ヘルメット                                                            | 任天堂                       | 012ブロック    | ○   |                                  |       |
| 07月29日   | ゲーム&ウオッチ シェフ                                                                | 任天堂                       | 013ブロック    | ○   |                                  |       |
| 07月29日   | 右脳と左脳が交差する ウラノウラ                                                       | トムクリエイト               | 028ブロック    | ○   |                                  |       |
| 07月29日   | パズルいろいろ 月刊クロスワードハウス Vol.3                                           | 任天堂                       | 049ブロック    | ○   | 2014年9月22日配信終了            |       |
| 07月29日   | オセロ                                                                                | アークシステムワークス       | 020ブロック    | ○   |                                  |       |
| 07月29日   | マジカルドロップゆるっと                                                              | ジー・モード                 | 050ブロック    | ○   | 2012年11月30日配信終了           |       |
| 07月29日   | ポケットるるぶ北海道                                                                  | 任天堂                       | 110ブロック    | ×   | 2011年7月28日配信終了            |       |
| 07月29日   | ポケットるるぶ沖縄                                                                    | 任天堂                       | 104ブロック    | ×   | 2011年7月28日配信終了            |       |
| 07月29日   | カードヒーロー スピードバトルカスタム                                                 | 任天堂                       | 109ブロック    | ○   | Wi-Fi対応                        |       |
| 08月05日   | エレクトロプランクトン ルミナリアン                                                   | 任天堂                       | 022ブロック    | ○   |                                  |       |
| 08月05日   | エレクトロプランクトン タイヨウチョウ                                                 | 任天堂                       | 022ブロック    | ○   |                                  |       |
| 08月05日   | 写して実感!ダイエットメモ                                                             | バンダイナムコゲームス       | 086ブロック    | ○   |                                  |       |
| 08月05日   | 大人のための計算トレーニングDS                                                        | IEインスティテュート         | 046ブロック    | ○   |                                  |       |
| 08月05日   | 探偵 神宮寺三郎 明けない夜に &謎の事件簿                                              | アークシステムワークス       | 095ブロック    | ○   |                                  |       |
| 08月05日   | アスファルト4 エリートレーシング                                                      | ゲームロフト                 | 111ブロック    | ×   | 2015年10月21日配信終了           |       |
| 08月19日   | ゲーム&ウオッチ ドンキーコングJR.                                                     | 任天堂                       | 013ブロック    | ○   |                                  |       |
| 08月19日   | ゲーム&ウオッチ マリオズセメントファクトリー                                          | 任天堂                       | 013ブロック    | ○   |                                  |       |
| 08月19日   | ゲーム&ウオッチ マンホール                                                            | 任天堂                       | 013ブロック    | ○   |                                  |       |
| 08月19日   | G.Gシリーズ Energy Chain                                                              | Genterprise                  | 015ブロック    | ○   |                                  |       |
| 08月19日   | G.Gシリーズ コンベアこんぽう                                                          | Genterprise                  | 015ブロック    | ○   |                                  |       |
| 08月19日   | 最強銀星将棋                                                                          | シルバースタージャパン       | 081ブロック    | ○   |                                  |       |
| 08月19日   | ヒミツの大奥                                                                          | ハドソン                     | 091ブロック    | ○   |                                  |       |
| 08月26日   | エレクトロプランクトン マリンスノー                                                   | 任天堂                       | 021ブロック    | ○   |                                  |       |
| 08月26日   | エレクトロプランクトン ボルボイス                                                     | 任天堂                       | 020ブロック    | ○   |                                  |       |
| 08月26日   | The Tower DS クラシック                                                               | デジトイズ                   | 094ブロック    | ○   |                                  |       |
| 08月26日   | Jazzy ビリヤード                                                                      | アークシステムワークス       | 028ブロック    | ○   |                                  |       |
| 08月26日   | 中学英単語基本400語マスター                                                           | IEインスティテュート         | 118ブロック    | ○   |                                  |       |
| 09月02日   | ニンテンドーDSiメトロノーム                                                           | 任天堂                       | 013ブロック    | ○   |                                  |       |
| 09月02日   | ニンテンドーDSi楽器チューナー                                                         | 任天堂                       | 015ブロック    | ○   |                                  |       |
| 09月02日   | あぁ無情 刹那                                                                         | 任天堂                       | 037ブロック    | ○   | Wi-Fi対応                        |       |
| 09月02日   | 懸賞付 パズルいろいろ 月刊クロスワードハウス Vol.4                                    | 任天堂                       | 049ブロック    | ○   | 2014年9月22日配信終了            |       |
| 09月09日   | 200V麻雀 チャレンジスピリッツ                                                         | タスケ                       | 045ブロック    | ○   |                                  |       |
| 09月09日   | 今日からはじめるフェイスニング 顔トレミニ1 すっきり小顔コース                         | 任天堂                       | 063ブロック    | ○   |                                  |       |
| 09月09日   | 今日からはじめるフェイスニング 顔トレミニ2 ステキな笑顔コース                         | 任天堂                       | 063ブロック    | ○   |                                  |       |
| 09月09日   | 今日からはじめるフェイスニング 顔トレミニ3 若々しい顔コース                           | 任天堂                       | 062ブロック    | ○   |                                  |       |
| 09月09日   | 今日からはじめるフェイスニング 顔トレミニ4 目と口の健康コース                         | 任天堂                       | 069ブロック    | ○   |                                  |       |
| 09月09日   | 今日からはじめるフェイスニング 顔トレミニ5 顔のリフレッシュコース                     | 任天堂                       | 062ブロック    | ○   |                                  |       |
| 09月09日   | 最凶横スクアクション vol.1 ノロイ ノ ゲエム 血                                        | スクウェア・エニックス       | 059ブロック    | ○   |                                  |       |
| 09月09日   | 最凶横スクアクション vol.2 ノロイ ノ ゲエム 獄                                        | スクウェア・エニックス       | 069ブロック    | ○   |                                  |       |
| 09月16日   | G.Gシリーズ Z・ONE                                                                    | Genterprise                  | 021ブロック    | ○   |                                  |       |
| 09月16日   | G.Gシリーズ Wonder Land                                                               | Genterprise                  | 019ブロック    | ○   |                                  |       |
| 09月16日   | あそべる絵本 マインド テン                                                            | 任天堂                       | 047ブロック    | ○   |                                  |       |
| 09月16日   | 最強銀星囲碁                                                                          | シルバースタージャパン       | 066ブロック    | ○   |                                  |       |
| 09月30日   | 電卓+TCG用ツール デュエル電卓カスタム                                                 | タスケ                       | 010ブロック    | ○   |                                  |       |
| 09月30日   | 鳥魂 チキン度診断                                                                     | ジー・モード                 | 023ブロック    | ○   |                                  |       |
| 09月30日   | イラストロジック+日本の昔話                                                           | ハドソン                     | 063ブロック    | ○   |                                  |       |
| 09月30日   | 懸賞付 パズルいろいろ 月刊クロスワードハウス Vol.5                                    | 任天堂                       | 049ブロック    | ○   | 2014年9月29日配信終了            |       |
| 09月30日   | The Tower DS 裏路地の二等地に一流ホテルを建設せよ!!編                                 | デジトイズ                   | 094ブロック    | ○   |                                  |       |
| 09月30日   | シカクいアタマをマルくする。日めくりカレンダーDS                                      | IEインスティテュート         | 047ブロック    | ○   |                                  |       |
| 09月30日   | 中学英熟語基本150語マスター                                                           | IEインスティテュート         | 078ブロック    | ○   |                                  |       |
| 10月07日   | 睡眠記録 めざまし時計                                                                 | 任天堂                       | 014ブロック    | ○   |                                  |       |
| 10月07日   | at将棋 チャレンジスピリッツ                                                           | タスケ                       | 046ブロック    | ○   |                                  |       |
| 10月07日   | いちもうだじん! ネコキング                                                            | トムクリエイト               | 042ブロック    | ○   |                                  |       |
| 10月07日   | カメラもつかえる 日英仏独西伊まとめて単語翻訳辞典                                     | 任天堂                       | 088ブロック    | ○   |                                  |       |
| 10月07日   | いつでもボンバーマン                                                                  | ハドソン                     | 033ブロック    | ○   | Wi-Fi対応                        |       |
| 10月07日   | マリオvs.ドンキーコング ミニミニ再行進!                                               | 任天堂                       | 114ブロック    | ○   | Wi-Fi対応                        | [ 3 ] |
| 10月14日   | 甘口!大籠城                                                                           | 河本産業                     | 036ブロック    | ○   |                                  |       |
| 10月14日   | G.Gシリーズ 超ヒーロー皇牙                                                            | Genterprise                  | 032ブロック    | ○   |                                  |       |
| 10月14日   | G.Gシリーズ 忍カラクリ伝                                                              | Genterprise                  | 023ブロック    | ○   |                                  |       |
| 10月14日   | 計算100連打                                                                           | IEインスティテュート         | 020ブロック    | ○   |                                  |       |
| 10月14日   | 探偵 神宮寺三郎 果断の一手 &謎の事件簿                                                | アークシステムワークス       | 096ブロック    | ○   |                                  |       |
| 10月21日   | The Tower DS 郊外駅前市場に挑め!!巨大ショッピングセンター編                           | デジトイズ                   | 094ブロック    | ○   |                                  |       |
| 10月21日   | ポケットるるぶ大阪                                                                    | 任天堂                       | 123ブロック    | ×   | 2011年10月20日配信終了           |       |
| 10月21日   | ポケットるるぶ横浜鎌倉                                                                | 任天堂                       | 119ブロック    | ×   | 2011年10月20日配信終了           |       |
| 10月21日   | 高校英単語基本400語マスター                                                           | IEインスティテュート         | 121ブロック    | ○   |                                  |       |
| 10月28日   | アースセイバー 隕石爆破大作戦                                                         | トムクリエイト               | 039ブロック    | ○   |                                  |       |
| 10月28日   | 懸賞付 パズルいろいろ 月刊クロスワードハウス Vol.6                                    | 任天堂                       | 050ブロック    | ○   | 2014年10月28日配信終了           |       |
| 10月28日   | 国破れて山河あり                                                                      | スクウェア・エニックス       | 036ブロック    | ○   |                                  |       |
| 11月04日   | 毎日育てる日記カレンダー                                                              | IEインスティテュート         | 038ブロック    | ○   |                                  |       |
| 11月04日   | HANDY麻雀                                                                             | アイ・ティー・エル           | 026ブロック    | ○   |                                  |       |
| 11月04日   | 京大生 東田大志が考えたパズル ひらめき◇絵結び                                         | ジュピター                   | 033ブロック    | ○   |                                  |       |
| 11月04日   | Art Styleシリーズ: DIGIDRIVE                                                          | 任天堂                       | 071ブロック    | ○   |                                  |       |
| 11月04日   | スペースインベーダーエクストリーム Z                                                  | タイトー                     | 085ブロック    | ○   |                                  |       |
| 11月11日   | パネル連結 3分ロケット                                                                | 任天堂                       | 037ブロック    | ○   |                                  |       |
| 11月11日   | ACTシリーズ単語帳 日中編                                                              | デジタル・メディア・ラボ     | 087ブロック    | ○   |                                  |       |
| 11月18日   | G.Gシリーズ TETSUBOU                                                                  | Genterprise                  | 022ブロック    | ○   |                                  |       |
| 11月18日   | G.Gシリーズ ドリフトサーキット                                                        | Genterprise                  | 020ブロック    | ○   |                                  |       |
| 11月18日   | わりと本格的 絵心教室 前期                                                            | 任天堂                       | 113ブロック    | ○   |                                  |       |
| 11月18日   | わりと本格的 絵心教室 後期                                                            | 任天堂                       | 124ブロック    | ○   |                                  |       |
| 11月18日   | 高校英熟語基本200語マスター                                                           | IEインスティテュート         | 092ブロック    | ○   |                                  |       |
| 11月25日   | ねらってスポっと!                                                                     | 任天堂                       | 022ブロック    | ○   |                                  |       |
| 11月25日   | カタヌキ                                                                              | ジー・モード                 | 036ブロック    | ○   |                                  |       |
| 11月25日   | 宇宙をかける少女シューティング                                                        | アイ・ティー・エル           | 058ブロック    | ○   | 2014年6月25日配信終了            |       |
| 11月25日   | 4人で対戦!! テキサスホールデム                                                        | ハドソン                     | 018ブロック    | ○   |                                  |       |
| 11月25日   | ポンジャン                                                                            | タカラトミー                 | 032ブロック    | ○   |                                  |       |
| 11月25日   | 明鏡国語楽引辞典                                                                      | 任天堂                       | 128ブロック    | □   | DSi LLには初期内蔵               |       |
| 12月02日   | あと何日? かぞえる ニンテンドーDSiカレンダー                                          | 任天堂                       | 024ブロック    | ○   |                                  |       |
| 12月02日   | かめにんマーチャント!                                                                 | バンダイナムコゲームス       | 025ブロック    | ○   |                                  |       |
| 12月02日   | 回転イラストパズル ぐるぐるロジック                                                   | 任天堂                       | 025ブロック    | ○   |                                  |       |
| 12月09日   | G.Gシリーズ BLACK×BLOCK                                                               | Genterprise                  | 021ブロック    | ○   |                                  |       |
| 12月09日   | 〜せかいたんけん〜 国旗わーるどまっぷ                                                 | アイエスピー                 | 047ブロック    | ○   | 2012年7月11日配信終了            |       |
| 12月09日   | まっぷまっぷ! Byご当地検定DS                                                          | スパイク                     | 041ブロック    | ○   |                                  |       |
| 12月09日   | かっぱ道                                                                              | 任天堂                       | 076ブロック    | ○   |                                  |       |
| 12月09日   | UNO                                                                                   | ゲームロフト                 | 065ブロック    | ○   | Wi-Fi対応 2015年10月21日配信終了 |       |
| 12月09日   | 探偵 神宮寺三郎 連鎖する呪い &謎の事件簿                                              | アークシステムワークス       | 095ブロック    | ○   |                                  |       |
| 12月09日   | アーティストになろう! みんなの塗り絵 初級編                                           | アーテイン                   | 053ブロック    | ×   | 2011年10月19日配信終了           |       |
| 12月16日   | 写真で格闘!フォトファイターX                                                          | 任天堂                       | 047ブロック    | ○   |                                  |       |
| 12月16日   | G.Gシリーズ Vertex                                                                    | Genterprise                  | 017ブロック    | ○   |                                  |       |
| 12月16日   | 練熟漢字しょうがく1ねんせい                                                           | IEインスティテュート         | 047ブロック    | ○   |                                  |       |
| 12月16日   | ぱねわっ!                                                                             | ジュピター                   | 071ブロック    | ○   |                                  |       |
| 12月16日   | アトリエ デコ ラ ドール                                                               | スターフィッシュ             | 067ブロック    | ○   |                                  |       |
| 12月16日   | アーティストになろう! みんなの塗り絵 いぬ編                                           | アーテイン                   | 053ブロック    | ×   | 2011年10月19日配信終了           |       |
| 12月16日   | チビ少年の魔法大冒険                                                                  | ゲームロフト                 | 095ブロック    | ○   | 2015年10月21日配信終了           |       |
| 12月24日   | かたむく+アクション カタムクション                                                    | エイチアイ                   | 055ブロック    | ○   | 2014年1月31日配信終了            |       |
| 12月24日   | @SIMPLE DS シリーズ Vol.2 THE 密室からの脱出〜学校編〜                                | ディースリー・パブリッシャー | 084ブロック    | ○   |                                  |       |
| 12月24日   | ポケットるるぶ神戸                                                                    | 任天堂                       | 122ブロック    | ×   | 2011年12月22日配信終了           |       |
| 12月24日   | ポケットるるぶ名古屋                                                                  | 任天堂                       | 126ブロック    | ×   | 2011年12月22日配信終了           |       |

## 2010年（全177タイトル）
| 配信開始日 | タイトル                                                                    | 発売元メーカー                 | 必要ブロック数 | 3DS | 備考                         | 脚注 |
| ---------- | --------------------------------------------------------------------------- | ------------------------------ | -------------- | --- | ---------------------------- | ---- |
| 01月06日   | G.Gシリーズ DARK SPIRITS                                                    | Genterprise                    | 026ブロック    | ○   |                              |      |
| 01月06日   | アーティストになろう! みんなの塗り絵 ねこ編                                 | アーテイン                     | 054ブロック    | ×   | 2011年10月19日配信終了       |      |
| 01月13日   | G.Gシリーズ D-TANK                                                          | Genterprise                    | 030ブロック    | ○   |                              |      |
| 01月13日   | atチェス チャレンジスピリッツ                                               | タスケ                         | 046ブロック    | ○   |                              |      |
| 01月13日   | ピンボールアタック!                                                         | アルテピアッツァ               | 053ブロック    | ○   |                              |      |
| 01月13日   | アーティストになろう! みんなの塗り絵 上級編                                 | アーテイン                     | 056ブロック    | ×   | 2011年10月19日配信終了       |      |
| 01月13日   | ジーニアスパーソナル 英和楽引辞典                                           | 任天堂                         | 128ブロック    | ○   |                              |      |
| 01月13日   | ジーニアスパーソナル 和英楽引辞典                                           | 任天堂                         | 097ブロック    | ○   |                              |      |
| 01月20日   | アタマを良くする暗算DS ぞうのはなふうせん                                   | 新学社                         | 047ブロック    | ○   |                              |      |
| 01月20日   | 難読500漢字わーどぱずる                                                     | IEインスティテュート           | 025ブロック    | ○   |                              |      |
| 01月20日   | リフレクト ミサイル                                                         | 任天堂                         | 042ブロック    | ○   |                              |      |
| 01月20日   | なりキャラ NARUTO-ナルト- 疾風伝                                            | タカラトミー                   | 089ブロック    | ×   | 配信終了(時期不明)           |      |
| 01月20日   | 練熟漢字小学2年生                                                           | IEインスティテュート           | 056ブロック    | ○   |                              |      |
| 01月27日   | 燃やすパズル フレイムテイル                                                 | 任天堂                         | 049ブロック    | ○   |                              |      |
| 01月27日   | ぶれいぶるー - バトル×バトル -                                              | アークシステムワークス         | 070ブロック    | ○   |                              |      |
| 01月27日   | なりキャラ 家庭教師ヒットマンREBORN!                                        | タカラトミー                   | 092ブロック    | ×   | 配信終了(時期不明)           |      |
| 01月27日   | ACTシリーズ単語帳 日英編                                                    | デジタル・メディア・ラボ       | 079ブロック    | ○   |                              |      |
| 01月27日   | ACTシリーズ単語帳 日韓編                                                    | デジタル・メディア・ラボ       | 089ブロック    | ○   |                              |      |
| 02月03日   | あれ?DSがサカサですけど。逆シューティング                                   | テクモ                         | 047ブロック    | ○   |                              |      |
| 02月03日   | あれ?DSがサカサですけど。サカサドロップス                                   | テクモ                         | 037ブロック    | ○   |                              |      |
| 02月03日   | ほぼ日路線図 2010 全国7エリア+新幹線マップ                                  | 任天堂                         | 057ブロック    | ○   |                              |      |
| 02月03日   | アーティストになろう! みんなの塗り絵 ミュシャ編                             | アーテイン                     | 067ブロック    | ○   | 2011年10月19日配信終了       |      |
| 02月03日   | 練熟漢字小学3年生                                                           | IEインスティテュート           | 062ブロック    | ○   |                              |      |
| 02月10日   | アノニマスノーツ 〜第一章〜 - FromTheAbyss -                                | ソニックパワード               | 045ブロック    | ○   |                              |      |
| 02月10日   | G.Gシリーズ ASSAULT BUSTER                                                  | Genterprise                    | 024ブロック    | ○   |                              |      |
| 02月10日   | うちまくれ!タッチペンウォーズ                                               | トムクリエイト                 | 028ブロック    | ○   |                              |      |
| 02月10日   | スターシップディフェンダー                                                  | 任天堂                         | 073ブロック    | ○   |                              |      |
| 02月10日   | うそ発見器 心の中をのぞいちゃお☆                                            | 元気モバイル                   | 019ブロック    | ○   |                              |      |
| 02月10日   | ワンコと一緒♪                                                               | ゲームロフト                   | 081ブロック    | ○   | 2015年10月21日配信終了       |      |
| 02月17日   | G.Gシリーズ ドリリング アタック!!                                           | Genterprise                    | 027ブロック    | ○   |                              |      |
| 02月17日   | 探偵 神宮寺三郎 亡き子の肖像 &謎の事件簿                                    | アークシステムワークス         | 090ブロック    | ○   |                              |      |
| 02月24日   | ハチワンダイバーDS なるぞうくんはさみ将棋                                   | シルバースタージャパン         | 022ブロック    | ○   | 配信終了(時期不明)           |      |
| 02月24日   | at 漢字熟語ゲーム〜漢熟検 監修〜                                            | タスケ                         | 028ブロック    | ○   |                              |      |
| 02月24日   | 3分天下統一 東日本戦国クイズ編                                              | GAE                            | 038ブロック    | ○   |                              |      |
| 02月24日   | 3分天下統一 西日本戦国クイズ編                                              | GAE                            | 038ブロック    | ○   |                              |      |
| 02月24日   | アクアリウムwithクロック                                                    | ラックプラス                   | 077ブロック    | ○   |                              |      |
| 02月24日   | ポケットるるぶ箱根伊豆                                                      | 任天堂                         | 120ブロック    | ×   | 2012年2月24日配信終了        |      |
| 02月24日   | ポケットるるぶ信州                                                          | 任天堂                         | 122ブロック    | ×   | 2012年2月24日配信終了        |      |
| 02月24日   | アイドル★ナイツ                                                             | ゲームロフト                   | 121ブロック    | ○   | 2015年10月21日配信終了       |      |
| 02月24日   | 今日は何の日?百科 〜百科事典マイペディアより〜                              | IEインスティテュート           | 090ブロック    | ○   |                              |      |
| 03月03日   | 瞬間ツブツブ潰し                                                            | ジースタイル                   | 022ブロック    | ○   | 2021年6月30日配信終了        |      |
| 03月03日   | 立体かくし絵 アッタコレダ                                                   | 任天堂                         | 068ブロック    | ○   |                              |      |
| 03月03日   | こねこのいえ 桐島家と三匹の仔猫                                             | ワークジャム                   | 056ブロック    | ○   |                              |      |
| 03月03日   | 辛口!大籠城                                                                 | 河本産業                       | 062ブロック    | ○   |                              |      |
| 03月10日   | G.Gシリーズ THROW OUT                                                       | Genterprise                    | 032ブロック    | ○   |                              |      |
| 03月10日   | ブレインチャレンジ                                                          | ゲームロフト                   | 095ブロック    | ○   | 2015年10月21日配信終了       |      |
| 03月10日   | 練熟漢字小学4年生                                                           | IEインスティテュート           | 068ブロック    | ○   |                              |      |
| 03月10日   | 練熟漢字小学5年生                                                           | IEインスティテュート           | 070ブロック    | ○   |                              |      |
| 03月10日   | レッツ!ゴルフ                                                               | ゲームロフト                   | 126ブロック    | ○   | 2015年10月21日配信終了       |      |
| 03月17日   | 書いて覚える 英単語帳                                                       | 任天堂                         | 034ブロック    | ○   |                              |      |
| 03月17日   | 書いて覚える 写真単語帳                                                     | 任天堂                         | 047ブロック    | ○   |                              |      |
| 03月17日   | G.Gシリーズ EXCITING RIVER                                                  | Genterprise                    | 023ブロック    | ○   |                              |      |
| 03月17日   | ああ! 二角取り                                                              | アキュートエンターテインメント | 017ブロック    | ○   |                              |      |
| 03月17日   | 撃墜王                                                                      | 元気モバイル                   | 030ブロック    | ○   |                              |      |
| 03月17日   | ハチワンダイバーDS ストーリー                                               | シルバースタージャパン         | 092ブロック    | ○   | 配信終了(時期不明)           |      |
| 03月24日   | at エンタ!対戦麻雀2                                                         | タスケ                         | 048ブロック    | ○   |                              |      |
| 03月24日   | at エンタ!対戦将棋2                                                         | タスケ                         | 046ブロック    | ○   |                              |      |
| 03月24日   | @SIMPLE DSシリーズ Vol.3 THE 密室からの脱出 〜プリズンブレイク〜            | ディースリー・パブリッシャー   | 090ブロック    | ○   |                              |      |
| 03月24日   | アルとハラペコモンスター                                                    | スターフィッシュ               | 052ブロック    | ○   |                              |      |
| 03月31日   | ぼくとシムのまち カメラ                                                     | エレクトロニック・アーツ       | 036ブロック    | ○   |                              |      |
| 03月31日   | アノニマスノーツ 〜第二章〜 - FromTheAbyss -                                | ソニックパワード               | 044ブロック    | ○   |                              |      |
| 03月31日   | Delbo                                                                       | ビヨンド・インタラクティブ     | 039ブロック    | ○   |                              |      |
| 04月07日   | DSココロぬりえ                                                              | 任天堂                         | 096ブロック    | ○   |                              |      |
| 04月07日   | 練熟漢字小学6年生                                                           | IEインスティテュート           | 073ブロック    | ○   |                              |      |
| 04月07日   | エクシディア戦記                                                            | ゲームロフト                   | 073ブロック    | ○   | 2015年10月21日配信終了       |      |
| 04月14日   | 動物園をつくろう                                                            | ゲームロフト                   | 066ブロック    | ○   | 2015年10月21日配信終了       |      |
| 04月21日   | ほぼ日の健康手帳                                                            | 任天堂                         | 043ブロック    | △   | 無料配信                     |      |
| 04月21日   | at エンタ!対戦囲碁                                                          | タスケ                         | 047ブロック    | ○   |                              |      |
| 04月21日   | at エンタ!ブロック崩し                                                      | タスケ                         | 039ブロック    | ○   |                              |      |
| 04月21日   | いけ!いけ!!ハムスター                                                       | トムクリエイト                 | 035ブロック    | ○   |                              |      |
| 04月21日   | Fall in the Dark                                                            | シルバースタージャパン         | 025ブロック    | ○   |                              |      |
| 04月21日   | IVY THE KIWI? mini                                                          | バンダイナムコゲームス         | 061ブロック    | ○   |                              |      |
| 04月28日   | 10秒走                                                                      | ジー・モード                   | 042ブロック    | ○   |                              |      |
| 04月28日   | あぁあの懐かしのシュウォッチ                                                | ハドソン                       | 013ブロック    | ○   |                              |      |
| 04月28日   | アーティストになろう!気軽にスケッチ                                         | アーテイン                     | 042ブロック    | ○   | 2011年10月19日配信終了       |      |
| 04月28日   | アトリエ デコ ラ ドール ゴシック                                            | スターフィッシュ               | 066ブロック    | ○   |                              |      |
| 04月28日   | つくってうたう さるバンド                                                   | 任天堂                         | 116ブロック    | ○   |                              |      |
| 04月28日   | 練熟漢字中学生                                                              | IEインスティテュート           | 119ブロック    | ○   |                              |      |
| 04月28日   | 教えてダーリン                                                              | スターフィッシュ               | 126ブロック    | ○   |                              |      |
| 05月12日   | マイアミ★ナイツ〜セレブ編〜                                                 | ゲームロフト                   | 082ブロック    | ○   | 2015年10月21日配信終了       |      |
| 05月19日   | アースセイバーPlus 隕石爆破大作戦                                           | トムクリエイト                 | 032ブロック    | ○   |                              |      |
| 05月19日   | 愛…戦国Spirits外伝 信長編                                                   | パピリオン                     | 096ブロック    | ○   | 配信終了(時期不明)           |      |
| 05月19日   | 愛…戦国Spirits外伝 秀吉編                                                   | パピリオン                     | 096ブロック    | ○   | 配信終了(時期不明)           |      |
| 05月19日   | 大人のための練熟漢字                                                        | IEインスティテュート           | 081ブロック    | ○   |                              |      |
| 05月26日   | at エンタ!対戦リバーシ                                                      | タスケ                         | 045ブロック    | ○   |                              |      |
| 05月26日   | at エンタ!対戦花札 こいこい合戦                                             | タスケ                         | 044ブロック    | ○   |                              |      |
| 05月26日   | すくすくネイティブ英語日記カレンダー                                        | IEインスティテュート           | 039ブロック    | ○   |                              |      |
| 05月26日   | リアルサッカー2010                                                          | ゲームロフト                   | 128ブロック    | ×   | 2015年10月21日配信終了       |      |
| 06月02日   | 愛…戦国Spirits外伝 謙信編                                                   | パピリオン                     | 096ブロック    | ○   | 配信終了(時期不明)           |      |
| 06月09日   | at スポーツ!甲子園2010                                                      | タスケ                         | 048ブロック    | ○   |                              |      |
| 06月09日   | at スポーツ!プロ野球2010                                                    | タスケ                         | 052ブロック    | ×   | 配信終了(時期不明)           |      |
| 06月09日   | フェラーリGT:エボリューション                                               | ゲームロフト                   | 117ブロック    | ○   | 2015年10月21日配信終了       |      |
| 06月16日   | ARC STYLE: さっかー!                                                        | アークシステムワークス         | 065ブロック    | ○   |                              |      |
| 06月16日   | いつでも釣日和                                                              | 甲南電機製作所                 | 047ブロック    | ○   |                              |      |
| 06月16日   | 邪聖剣ネクロマンサー NIGHTMARE REBORN                                       | ハドソン                       | 118ブロック    | ○   |                              |      |
| 06月23日   | G.Gシリーズ Z・ONE2                                                         | Genterprise                    | 027ブロック    | ○   |                              |      |
| 06月23日   | 海戦ゲーム レーダーウォー                                                   | WaiS                           | 034ブロック    | ○   |                              |      |
| 06月23日   | アースワームジム                                                            | ゲームロフト                   | 093ブロック    | ×   | 2015年10月21日配信終了       |      |
| 06月23日   | ARC STYLE: リズミックス                                                     | アークシステムワークス         | 126ブロック    | ○   |                              |      |
| 06月30日   | うちまくれ!タッチdeカメレオン                                               | トムクリエイト                 | 026ブロック    | ○   |                              |      |
| 06月30日   | 大人の日本史パズル                                                          | IEインスティテュート           | 025ブロック    | ○   |                              |      |
| 06月30日   | X-RETURNS                                                                   | 任天堂                         | 125ブロック    | ○   |                              |      |
| 07月07日   | はじめての もじれんしゅう                                                   | 甲南電機製作所                 | 045ブロック    | ○   |                              |      |
| 07月07日   | HANDYホッケー                                                               | アイ・ティー・エル             | 026ブロック    | ○   |                              |      |
| 07月07日   | ヒーローオブスパルタ                                                        | ゲームロフト                   | 096ブロック    | ○   | 2015年10月21日配信終了       |      |
| 07月14日   | アニョハセヨ!韓国語ワードパズル                                             | IEインスティテュート           | 027ブロック    | ○   |                              |      |
| 07月14日   | 瞬間ジャンプ検定                                                            | ジースタイル                   | 016ブロック    | ○   | 2021年6月30日配信終了        |      |
| 07月14日   | アドベンチャー・キッズ 〜ポールの冒険〜                                     | アイシーエムジャパン           | 032ブロック    | ○   | 2014年3月28日配信終了        |      |
| 07月14日   | うごいてあそぶダイエット                                                    | 元気モバイル                   | 049ブロック    | ○   |                              |      |
| 07月14日   | 三国大富豪                                                                  | シルバースタージャパン         | 062ブロック    | ○   |                              |      |
| 07月15日   | ドラゴンクエスト モンスターバトルロードビクトリー専用カラーコードスキャナー | スクウェア・エニックス         | 018ブロック    | ×   |                              |      |
| 07月21日   | @SIMPLE DSシリーズ Vol.4 THE 密室からの脱出 〜カラクリ屋敷〜                | ディースリー・パブリッシャー   | 094ブロック    | ○   |                              |      |
| 07月21日   | 恋愛偏差値★ナビ                                                             | ゲームロフト                   | 062ブロック    | ○   | 2015年10月21日配信終了       |      |
| 07月21日   | 愛してイルカ 〜愛されてイルカ〜                                             | スターフィッシュ               | 126ブロック    | ○   |                              |      |
| 07月28日   | 大人の世界史パズル                                                          | IEインスティテュート           | 025ブロック    | ○   |                              |      |
| 07月28日   | カメラであそぶ 顔グライダー                                                 | 任天堂                         | 077ブロック    | ○   |                              |      |
| 07月28日   | ARC STYLE: 三国志タワーディフェンス〜銅牆鉄壁〜                             | アークシステムワークス         | 093ブロック    | ○   |                              |      |
| 07月28日   | うごいてあそぶボクシング                                                    | 元気モバイル                   | 056ブロック    | ○   |                              |      |
| 08月04日   | いざ!かけあがれ!タワーオブゴッド                                            | トムクリエイト                 | 033ブロック    | ○   |                              |      |
| 08月04日   | ケモノミクス Kemonomix                                                      | ロケットスタジオ               | 040ブロック    | ○   |                              |      |
| 08月04日   | DOT MAN                                                                     | シルバースタージャパン         | 040ブロック    | ○   |                              |      |
| 08月04日   | ブレイクタクティクス                                                        | シルバースタージャパン         | 037ブロック    | ○   |                              |      |
| 08月04日   | モンスタークロニクル                                                        | ゲームロフト                   | 069ブロック    | ○   | 2015年10月21日配信終了       |      |
| 08月18日   | ノックアウトピープルズ 〜ちょっと残酷な博覧会〜                             | バーンハウスエフェクト         | 075ブロック    | ○   |                              |      |
| 08月18日   | ソウルオブダークネス                                                        | ゲームロフト                   | 077ブロック    | ○   | 2015年10月21日配信終了       |      |
| 08月25日   | G.Gシリーズ 超ヒーロー皇牙2                                                 | Genterprise                    | 048ブロック    | ○   |                              |      |
| 08月25日   | ARC STYLE: 絶叫原始人 サムの大冒険                                          | アークシステムワークス         | 032ブロック    | ○   |                              |      |
| 09月01日   | アクションパズル ラビ×ラビ                                                  | シルバースタージャパン         | 032ブロック    | ○   |                              |      |
| 09月01日   | ダンジョンRPG ピクダン                                                      | インテンス                     | 097ブロック    | ○   |                              |      |
| 09月01日   | ARC STYLE: フロジャンプッ!! ギルティギア外伝!?                              | アークシステムワークス         | 074ブロック    | ○   |                              |      |
| 09月08日   | G.Gシリーズ 忍カラクリ伝2                                                   | Genterprise                    | 031ブロック    | ○   |                              |      |
| 09月08日   | 心のヘルスメーター ココロン                                                 | T&S                            | 054ブロック    | ○   |                              |      |
| 09月15日   | 新三国麻雀 国士無双                                                         | シルバースタージャパン         | 088ブロック    | ○   |                              |      |
| 09月15日   | プ〜ニィと20のあそび場                                                      | ビヨンド・インタラクティブ     | 061ブロック    | ○   |                              |      |
| 09月22日   | ARC STYLE: ロボットレスキュー 〜トラップだらけの迷路パズル〜                | アークシステムワークス         | 024ブロック    | ○   |                              |      |
| 09月22日   | 速練計算しょうがく1ねんせい                                                 | IEインスティテュート           | 041ブロック    | ○   |                              |      |
| 09月22日   | 3分天下統一 幕末クイズ編                                                    | GAE                            | 020ブロック    | ○   |                              |      |
| 09月29日   | セパスチャンネル                                                            | ジー・モード                   | 045ブロック    | ○   | 2012年11月30日配信終了       |      |
| 09月29日   | 速練計算小学2年生                                                           | IEインスティテュート           | 020ブロック    | ○   |                              |      |
| 10月06日   | お宝ハンター サブマリンキッドの冒険                                         | トムクリエイト                 | 029ブロック    | ○   |                              |      |
| 10月06日   | ハココロ                                                                    | アムジー                       | 059ブロック    | ○   |                              |      |
| 10月06日   | アクセルナイツ 〜汝が為我は剣を取る〜                                       | アルテピアッツァ               | 077ブロック    | ○   |                              |      |
| 10月13日   | G.Gシリーズ ドリフトサーキット2                                             | Genterprise                    | 024ブロック    | ○   |                              |      |
| 10月20日   | 猫のいるタングラム -猫と癒しのシルエットパズル-                             | ジュピター                     | 088ブロック    | ○   |                              |      |
| 10月27日   | ワンダフルスポーツ ボウリング                                               | 元気モバイル                   | 028ブロック    | ○   |                              |      |
| 10月27日   | @SIMPLE DSシリーズ Vol.5 THE 密室からの脱出 〜南国のコンビニ〜              | ディースリー・パブリッシャー   | 082ブロック    | ○   |                              |      |
| 11月04日   | タッチで覚える百人一首 ちょっとDSi時雨殿                                    | 任天堂                         | 090ブロック    | ○   |                              |      |
| 11月04日   | おてがる写真メモ                                                            | 甲南電機製作所                 | 066ブロック    | ○   |                              |      |
| 11月04日   | 速練計算小学3年生                                                           | IEインスティテュート           | 018ブロック    | ○   |                              |      |
| 11月04日   | 速練計算小学4年生                                                           | IEインスティテュート           | 018ブロック    | ○   |                              |      |
| 11月10日   | スカイジャンパー ソル                                                       | 任天堂                         | 038ブロック    | ○   |                              |      |
| 11月10日   | アクションゲーム マジカルウィップ                                           | シルバースタージャパン         | 045ブロック    | ○   |                              |      |
| 11月10日   | すべてがつながる気持ちよさ! コトバシる                                      | バンダイナムコゲームス         | 018ブロック    | ○   |                              |      |
| 11月10日   | バトリールシリーズ01 リールガン                                             | 六面堂                         | 075ブロック    | ○   |                              |      |
| 11月10日   | バトリールシリーズ02 蒼桜-沖田編-                                           | 六面堂                         | 082ブロック    | ○   |                              |      |
| 11月17日   | じぶんでつくる ニンテンドーDS ガイド                                        | 任天堂                         | 081ブロック    | △   | 無料配信                     |      |
| 11月17日   | ARC STYLE: 突撃!キャッスルアタッカーズ                                      | アークシステムワークス         | 069ブロック    | ○   |                              |      |
| 11月24日   | マジカルファンタジスタ                                                      | ジー・モード                   | 043ブロック    | ○   |                              |      |
| 11月24日   | アロー・オブ・ラピュタ                                                      | アルテピアッツァ               | 083ブロック    | ○   |                              |      |
| 11月24日   | RPG脱出ゲーム                                                               | インテンス                     | 090ブロック    | ○   | 配信終了                     |      |
| 11月24日   | ARC STYLE: ジュラシックワールド                                             | アークシステムワークス         | 122ブロック    | ○   |                              |      |
| 12月01日   | あなたの楽々エレクトリックギター                                            | 河本産業                       | 027ブロック    | ○   |                              |      |
| 12月01日   | レーダーウォーシリーズ 軍人将棋                                             | WaiS                           | 034ブロック    | ○   |                              |      |
| 12月08日   | アクションゲーム 翔べよ!!ドラゴン!                                          | シルバースタージャパン         | 030ブロック    | ○   |                              |      |
| 12月08日   | クイズ音楽の時間 〜JOYSOUND Wii SUPER DX専用キョクNAVI付〜                  | ハドソン                       | 027ブロック    | ○   | Wi-Fi対応 配信終了(時期不明) |      |
| 12月08日   | あなたの楽々エレクトロニックキーボード                                      | 河本産業                       | 029ブロック    | ○   |                              |      |
| 12月08日   | キャラ・パシャ!ハローキティ                                                 | 日本コロムビア                 | 061ブロック    | ○   | 2015年5月28日配信終了        |      |
| 12月15日   | おみこしウォーズ                                                            | トムクリエイト                 | 033ブロック    | ○   |                              |      |
| 12月15日   | キャラ・パシャ!きかんしゃトーマス                                           | 日本コロムビア                 | 073ブロック    | ○   | 2015年5月28日配信終了        |      |
| 12月15日   | 速練計算小学5年生                                                           | IEインスティテュート           | 020ブロック    | ○   |                              |      |
| 12月15日   | ローラーエンジェルス 〜パシャっと大作戦〜                                   | スターフィッシュ               | 113ブロック    | ○   |                              |      |
| 12月22日   | @SIMPLE DSシリーズ Vol.6 THE 密室からの脱出 〜スカイタワー編〜              | ディースリー・パブリッシャー   | 079ブロック    | ○   |                              |      |
| 12月22日   | アトリエ デコ ラ ドール ロリータ                                            | スターフィッシュ               | 066ブロック    | ○   |                              |      |
| 12月22日   | ビジュエルド・ツイスト                                                      | スクウェア・エニックス         | 086ブロック    | ○   | 配信終了                     |      |
| 12月22日   | イヌスキ 〜Go Fetch!〜                                                      | アイシーエムジャパン           | 062ブロック    | ○   | 2014年3月28日配信終了        |      |
| 12月22日   | あなたの級をチェック!漢検ミニテスト                                         | IEインスティテュート           | 071ブロック    | ○   |                              |      |
| 12月22日   | ギャングスター2: kings of L.A.                                              | ゲームロフト                   | 089ブロック    | ○   | 2015年10月21日配信終了       |      |

## 2011年（全59タイトル）
| 配信開始日 | タイトル                                    | 発売元メーカー             | 必要ブロック数 | 3DS | 備考                                    | 脚注 |
| ---------- | ------------------------------------------- | -------------------------- | -------------- | --- | --------------------------------------- | ---- |
| 01月12日   | キャラ・パシャ!シナモロール                 | 日本コロムビア             | 052ブロック    | ○   | 2015年5月28日配信終了                   |      |
| 01月12日   | 速練計算小学6年生                           | IEインスティテュート       | 021ブロック    | ○   |                                         |      |
| 01月19日   | キャラ・パシャ!スポンジ・ボブ               | 日本コロムビア             | 066ブロック    | ○   | 2015年5月28日配信終了                   |      |
| 01月19日   | 力紙 〜RIKISHI〜                            | アルテピアッツァ           | 092ブロック    | ○   |                                         |      |
| 02月16日   | 桜井美帆の幸運の女神セラピー占い            | WaiS                       | 067ブロック    | ○   |                                         |      |
| 02月16日   | ゾンゲリパニック                            | ジースタイル               | 048ブロック    | ○   | 2021年6月30日配信終了                   |      |
| 02月23日   | アクションパズル ラビ×ラビ えぴそーど2      | シルバースタージャパン     | 036ブロック    | ○   |                                         |      |
| 02月23日   | おてがるパズルシリーズ ユリィとふしぎな迷宮 | アークシステムワークス     | 056ブロック    | ○   |                                         |      |
| 03月02日   | キャラ・パシャ!マイメロディ                 | 日本コロムビア             | 051ブロック    | ○   | 2015年5月28日配信終了                   |      |
| 03月09日   | peakvox ミュウミュウチャンバー              | ファンユニット             | 033ブロック    | ○   |                                         |      |
| 03月09日   | プチコン                                    | スマイルブーム             | 117ブロック    | ○   | 2012年3月14日配信終了                   |      |
| 03月16日   | 銀星詰将棋                                  | シルバースタージャパン     | 046ブロック    | ○   |                                         |      |
| 03月16日   | 3450アルゴ                                  | コモリンク                 | 051ブロック    | ○   |                                         |      |
| 03月30日   | 文字と声で楽しく会話 スピーチサポートDS     | ワコムアイティ             | 033ブロック    | ○   |                                         |      |
| 04月13日   | 哀…戦国Spirits EX 主君伝                    | タスケ                     | 124ブロック    | ○   |                                         |      |
| 04月13日   | 哀…戦国Spirits EX 軍師伝                    | タスケ                     | 123ブロック    | ○   |                                         |      |
| 04月13日   | 速練計算難問編                              | IEインスティテュート       | 023ブロック    | ○   |                                         |      |
| 04月20日   | あなたの楽々ドラムマシン                    | 河本産業                   | 035ブロック    | ○   |                                         |      |
| 04月20日   | あいたくてモンキー                          | スターフィッシュ           | 094ブロック    | ○   |                                         |      |
| 04月27日   | ピックダン                                  | インテンス                 | 044ブロック    | ○   |                                         |      |
| 04月27日   | アトリエ デコ ラ ドール プリンセス          | スターフィッシュ           | 064ブロック    | ○   |                                         |      |
| 04月27日   | ドードーゴー! 救え! 楽園のたまご            | ビヨンド・インタラクティブ | 094ブロック    | ○   |                                         |      |
| 04月27日   | バトル オブ エレメンタル                    | アムジー                   | 067ブロック    | ○   |                                         |      |
| 05月11日   | 哀…戦国Spirits EX 猛将伝                    | タスケ                     | 128ブロック    | ○   |                                         |      |
| 05月25日   | ぐるっと!セイバー                           | ジースタイル               | 033ブロック    | ○   | 2021年6月30日配信終了                   |      |
| 06月07日   | ニンテンドー3DSへの引っ越し                 | 任天堂                     | 00ブロック     | ×   |                                         |      |
| 06月07日   | 穴埋めパズルゲーム Q                        | シルバースタージャパン     | 030ブロック    | ○   |                                         |      |
| 06月22日   | ヒラメキ!絵柄しりとり                       | 甲南電機製作所             | 027ブロック    | ○   |                                         |      |
| 06月23日   | おでかけ!アースシーカー                     | 角川ゲームス               | 027ブロック    | ○   |                                         |      |
| 06月29日   | at スポーツ!プロ野球2011                    | タスケ                     | 052ブロック    | ○   | 配信終了(時期不明)                      |      |
| 07月13日   | 書き取り歴史小学生                          | IEインスティテュート       | 027ブロック    | △   |                                         |      |
| 07月13日   | イヌスキ 2 〜Go Fetch!〜                    | アイシーエムジャパン       | 061ブロック    | ○   | 2014年3月28日配信終了                   |      |
| 07月13日   | いつでも釣日和 〜思い出のブラックバス〜     | 甲南電機製作所             | 053ブロック    | ○   |                                         |      |
| 07月20日   | HelloKittyのみんなの塗り絵                  | Collavier                  | 098ブロック    | ○   | 配信終了                                |      |
| 07月27日   | 悪夢の妖怪村                                | ソニックパワード           | 098ブロック    | ○   |                                         |      |
| 08月03日   | 公民クイズ小学生                            | IEインスティテュート       | 028ブロック    | ○   |                                         |      |
| 08月10日   | 地理クイズ小学生                            | IEインスティテュート       | 029ブロック    | ○   |                                         |      |
| 08月24日   | あたまご                                    | インターグロー             | 045ブロック    | ○   |                                         |      |
| 08月24日   | peakvox エスケープウイルス ノーマルパック   | ファンユニット             | 036ブロック    | ○   |                                         |      |
| 08月31日   | peakvox エスケープウイルス シューターパック | ファンユニット             | 036ブロック    | ○   |                                         |      |
| 09月07日   | 理科クイズ小学生 生物地学編                 | IEインスティテュート       | 028ブロック    | ○   |                                         |      |
| 09月07日   | 中辛!大籠城                                 | 河本産業                   | 062ブロック    | ○   |                                         |      |
| 09月14日   | もっと目で右脳を鍛える DS速読術 Light       | マイルストーン             | 095ブロック    | ○   | 配信終了(時期不明)                      |      |
| 09月14日   | 熟語クイズ                                  | IEインスティテュート       | 028ブロック    | ○   |                                         |      |
| 09月14日   | キャラ・パシャ!回転むてん丸                 | 日本コロムビア             | 061ブロック    | ○   | 2015年5月28日配信終了                   |      |
| 09月14日   | 気軽にお絵描き工房                          | Collavier                  | 094ブロック    | ○   |                                         |      |
| 09月28日   | あたまIQパニック                            | インターグロー             | 076ブロック    | ○   |                                         |      |
| 09月28日   | ゼルダの伝説 4つの剣 25周年記念エディション | 任天堂                     | 109ブロック    | △   | 無料配信 2012年2月20日配信終了          |      |
| 10月12日   | 麻雀パズル〜ZIMO〜                          | アイシーエムジャパン       | 026ブロック    | ○   | 2014年3月28日配信終了                   |      |
| 10月19日   | あたまご モンスターズ                       | インターグロー             | 044ブロック    | ○   |                                         |      |
| 10月26日   | The LOST TOWN -The Dust                     | アークシステムワークス     | 095ブロック    | ○   |                                         |      |
| 10月26日   | ミクロの生命体                              | 河本産業                   | 049ブロック    | ○   |                                         |      |
| 10月26日   | ドードーゴー!ロボ                           | ビヨンド・インタラクティブ | 043ブロック    | ○   |                                         |      |
| 11月22日   | 洞窟物語                                    | アスタリズム               | 049ブロック    | ○   | 2012年6月6日配信終了、7月23日再配信終了 |      |
| 12月14日   | peakvox ルートキャンドル i                  | ファンユニット             | 037ブロック    | ○   |                                         |      |
| 12月21日   | Little Twin Starsとみんなの塗り絵           | Collavier                  | 099ブロック    | ○   | 配信終了                                |      |
| 12月21日   | もっと！瞬間ジャンプ検定                    | ジースタイル               | 022ブロック    | ○   | 2021年6月30日配信終了                   |      |
| 12月28日   | CASTLE CONQUEROR- HEROES                    | アークシステムワークス     | 085ブロック    | ○   |                                         |      |
| 12月28日   | マイメロディとみんなの塗り絵                | Collavier                  | 098ブロック    | ○   |                                         |      |

## 2012年（全39タイトル）
| 配信開始日 | タイトル                                    | 発売元メーカー             | 必要ブロック数 | 3DS | 備考                  | 脚注 |
| ---------- | ------------------------------------------- | -------------------------- | -------------- | --- | --------------------- | ---- |
| 01月25日   | 戦国Tactics                                 | アムジー                   | 063ブロック    | ○   |                       |      |
| 02月01日   | パシャットバシット〜Whack A Friend〜        | アイシーエムジャパン       | 017ブロック    | ○   | 2014年3月28日配信終了 |      |
| 02月15日   | Come On! Heroes                             | アークシステムワークス     | 034ブロック    | ○   |                       |      |
| 03月14日   | ねこりばーし                                | シルバースタージャパン     | 043ブロック    | ○   |                       |      |
| 03月14日   | おせおせ！キャッスルヒーローズ〜革命編〜    | トムクリエイト             | 092ブロック    | ○   |                       |      |
| 03月14日   | プチコンmkII                                | スマイルブーム             | 126ブロック    | ○   |                       |      |
| 03月21日   | 女子高ダッシュ                              | 甲南電機製作所             | 042ブロック    | ○   |                       |      |
| 03月21日   | 風雲!大籠城 改                              | 河本産業                   | 080ブロック    | ○   |                       |      |
| 03月28日   | スリーヒーローズクリスタルソウル            | アークシステムワークス     | 056ブロック    | ○   |                       |      |
| 04月11日   | 不思議な点つなぎ 中世・メルヘン編           | Collavier                  | 030ブロック    | ○   |                       |      |
| 04月11日   | アドベンチャー・キッズ2 〜ポールの大冒険〜  | アイシーエムジャパン       | 043ブロック    | ○   | 2014年3月28日配信終了 |      |
| 04月25日   | 不思議な点つなぎ 江戸・立身出世編           | Collavier                  | 030ブロック    | ○   |                       |      |
| 04月25日   | パイレーツ アサルト                         | アークシステムワークス     | 031ブロック    | ○   |                       |      |
| 05月09日   | ある青春の物語 高円寺女子サッカー           | スターフィッシュ           | 129ブロック    | ○   |                       |      |
| 05月09日   | 不思議な点つなぎ 昭和・四畳半物語編         | Collavier                  | 032ブロック    | ○   |                       |      |
| 05月30日   | 99BULLETS                                   | アークシステムワークス     | 048ブロック    | ○   |                       |      |
| 05月30日   | ゴー!ゴー!ココポロ                          | アークシステムワークス     | 126ブロック    | ○   |                       |      |
| 06月20日   | アノニマスノーツ 〜第三章〜- FromTheAbyss - | ソニックパワード           | 046ブロック    | ○   |                       |      |
| 06月27日   | ザ セラー                                   | アークシステムワークス     | 049ブロック    | ○   |                       |      |
| 07月04日   | クレイジーハムスター                        | テヨンジャパン             | 043ブロック    | ○   |                       |      |
| 07月04日   | デビルバンド -ロック ザ アンダーワールド-   | アークシステムワークス     | 049ブロック    | ○   |                       |      |
| 07月11日   | 〜せかいたんけん〜国旗わーるどまっぷ2012    | アイエスピー               | 048ブロック    | ○   | 配信終了(時期不明)    |      |
| 07月25日   | GAIA'S MOON                                 | アークシステムワークス     | 048ブロック    | ○   |                       |      |
| 07月25日   | もけもけ                                    | ジースタイル               | 030ブロック    | ○   | 2021年6月30日配信終了 |      |
| 08月01日   | ドゥードゥルフィット                        | テヨンジャパン             | 048ブロック    | ○   |                       |      |
| 08月22日   | The Lost Town - The Jungle -                | アークシステムワークス     | 090ブロック    | ○   |                       |      |
| 08月29日   | アイ・マスト・ラン!                         | テヨンジャパン             | 044ブロック    | ○   |                       |      |
| 09月05日   | peakvox マジマジョ                          | ファンユニット             | 040ブロック    | ○   |                       |      |
| 09月26日   | 競馬道 うまのすけ 2012                      | インターグロー             | 101ブロック    | ○   |                       |      |
| 10月03日   | あった！スポット・ザ・ディファレンス        | テヨンジャパン             | 038ブロック    | ○   |                       |      |
| 10月17日   | CASTLE CONQUEROR HEROES 2                   | アークシステムワークス     | 070ブロック    | ○   |                       |      |
| 10月31日   | ブックストアドリーム                        | アークシステムワークス     | 035ブロック    | ○   |                       |      |
| 10月31日   | ファーリーレジェンズ                        | テヨンジャパン             | 048ブロック    | ○   |                       |      |
| 11月14日   | ペンギン大脱出                              | テヨンジャパン             | 044ブロック    | ○   |                       |      |
| 11月14日   | 阿・弥・陀                                  | Collavier                  | 050ブロック    | ○   |                       |      |
| 12月12日   | リズミックス レトロビッツ                   | アークシステムワークス     | 127ブロック    | ○   |                       |      |
| 12月12日   | スターノベルズ しろがねの鳥籠               | スターフィッシュ・エスディ | 129ブロック    | ○   |                       |      |
| 12月19日   | ねこねこベーカリー パンでパズルにゃ！       | 甲南電機製作所             | 065ブロック    | ○   |                       |      |
| 12月26日   | アトリエ デコ ラ ドール アンティーク        | スターフィッシュ・エスディ | 061ブロック    | ○   |                       |      |

## 2013年（全14タイトル）
| 配信開始日 | タイトル                                           | 発売元メーカー             | 必要ブロック数 | 3DS | 備考                       | 脚注 |
| ---------- | -------------------------------------------------- | -------------------------- | -------------- | --- | -------------------------- | ---- |
| 01月09日   | ブンブンスクエアズ                                 | テヨンジャパン             | 032ブロック    | ○   |                            |      |
| 01月30日   | ナゾのミニゲーム                                   | 甲南電機製作所             | 058ブロック    | ○   |                            |      |
| 02月06日   | ソリティアコレクション                             | インテンス                 | 020ブロック    | ○   |                            |      |
| 03月06日   | ラスベガスの冒険 スロットマシン                    | テヨンジャパン             | 045ブロック    | ○   |                            |      |
| 05月01日   | タッチで漫才! メガミの笑壺DL                       | Collavier                  | 126ブロック    | ○   | キャラクターボイスは無し。 |      |
| 05月01日   | 505 タングラム                                     | インテンス                 | 027ブロック    | ○   |                            |      |
| 06月05日   | スターノベルズ この晴れた空の下で                  | スターフィッシュ・エスディ | 127ブロック    | ○   |                            |      |
| 06月12日   | 極・美麗アクアリウム〜世界の魚とイルカ・クジラ達〜 | Collavier                  | 082ブロック    | ○   |                            |      |
| 06月12日   | インチワーム アニメーション                        | アークシステムワークス     | 123ブロック    | ○   |                            |      |
| 06月26日   | パブリッシャー ドリーム                            | アークシステムワークス     | 042ブロック    | ○   |                            |      |
| 07月03日   | ともだち作ろう!魔法のこうかん日記                  | Collavier                  | 093ブロック    | ○   |                            |      |
| 08月28日   | 〜せかいたんけん〜国旗わーるどまっぷ3              | アイエスピー               | 048ブロック    | ○   |                            |      |
| 12月04日   | ディープアクアリウム 奇跡の深海                    | Collavier                  | 058ブロック    | ○   |                            |      |
| 12月11日   | アノニマスノーツ 〜第四章〜 - FromTheAbyss -       | ソニックパワード           | 059ブロック    | ○   |                            |      |

## 2014年（全7タイトル）
| 配信開始日 | タイトル                     | 発売元メーカー | 必要ブロック数 | 3DS | 備考 | 脚注 |
| ---------- | ---------------------------- | -------------- | -------------- | --- | ---- | ---- |
| 02月12日   | おでかけタコりん             | 甲南電機製作所 | 041ブロック    | ○   |      |      |
| 03月19日   | ザクロス                     | 甲南電機製作所 | 032ブロック    | ○   |      |      |
| 04月02日   | アメンラーのクリスタル洞窟   | テヨンジャパン | 074ブロック    | ○   |      |      |
| 04月16日   | コロぱた                     | LukPlus        | 073ブロック    | ○   |      |      |
| 04月16日   | サジタリウス・エー・スター   | LukPlus        | 036ブロック    | ○   |      |      |
| 04月30日   | マイティー フリップ チャンプ | インターグロー | 048ブロック    | ○   |      |      |
| 04月30日   | マイティー ミルキー ウェイ   | インターグロー | 127ブロック    | ○   |      |      |

## 2015年（全14タイトル）
| 配信開始日 | タイトル                           | 発売元メーカー | 必要ブロック数 | 3DS | 備考 | 脚注 |
| ---------- | ---------------------------------- | -------------- | -------------- | --- | ---- | ---- |
| 07月01日   | G.Gシリーズ ウィッパーの大冒険     | Genterprise    | 039ブロック    | ○   |      |      |
| 07月01日   | G.Gシリーズ 宇宙レース             | Genterprise    | 039ブロック    | ○   |      |      |
| 07月01日   | G.Gシリーズ 隠れ忍者 影丸          | Genterprise    | 035ブロック    | ○   |      |      |
| 07月01日   | G.Gシリーズ Shadow Army            | Genterprise    | 041ブロック    | ○   |      |      |
| 07月01日   | G.Gシリーズ ハリセンBON!           | Genterprise    | 030ブロック    | ○   |      |      |
| 07月01日   | G.Gシリーズ 勇者パズル             | Genterprise    | 040ブロック    | ○   |      |      |
| 07月01日   | G.Gシリーズ Variable Arms          | Genterprise    | 039ブロック    | ○   |      |      |
| 07月08日   | G.Gシリーズ エアピンボールホッケー | Genterprise    | 040ブロック    | ○   |      |      |
| 07月08日   | G.Gシリーズ ALL BREAKER            | Genterprise    | 037ブロック    | ○   |      |      |
| 07月08日   | G.Gシリーズ The Last Knight        | Genterprise    | 040ブロック    | ○   |      |      |
| 07月08日   | G.Gシリーズ Score Attacker         | Genterprise    | 038ブロック    | ○   |      |      |
| 07月08日   | G.Gシリーズ にょっき               | Genterprise    | 033ブロック    | ○   |      |      |
| 07月08日   | G.Gシリーズ ベクトル               | Genterprise    | 033ブロック    | ○   |      |      |
| 07月08日   | G.Gシリーズ RUN & STRIKE           | Genterprise    | 033ブロック    | ○   |      |      |

なお、2015年7月8日に発売された「G.Gシリーズ」7作品をもって、国内でのDSiウェア開発は終了している。

## 非売品ソフト

### ショップで配信されていないソフト
- ニンテンドーゾーン
  - DSiやDSi LLを、初めてニンテンドーゾーン内で使用した時から追加される。ソフトの消去は出来ないが、本体保存メモリの容量を使用しない。ニンテンドーゾーンのサービスが行われている場所ではアイコンが点滅する。ニンテンドーゾーン以外の場所でも、手書きメモ・写真メモ・画面メモの3種類のメモ機能が使用可能。
また、DSやDS Lite及び3DSシリーズでも、DSダウンロードプレイを使用してのダウンロードが可能。
- インターネットにつなぐと、できること。
  - DSi（後期出荷分）及びDSi LLに最初からダウンロード済みで搭載。DSiウェアの紹介や購入方法などが、4分〜5分弱の動画で紹介されている。本体保存メモリを116ブロック使用するが、SDカードへのコピーや消去が可能。ただし、3DSシリーズへ引っ越す事は出来ず、消去した場合であっても再ダウンロードする事も出来ない。初期のバージョンと後期のバージョンでは内容が一部異なる。

### クラブニンテンドー限定
いずれも任天堂。DSiウェアではあるが、ニンテンドー3DSシリーズでしかダウンロードできなかった。
- 任天童子
- ファミコンウォーズDS 失われた光

### マイニンテンドー限定
任天堂。ニンテンドー3DSシリーズ用バーチャルコンソールタイトルとして配信されたが、3DS本体にはDSiウェア扱いで保存される仕様だった。
- さわるメイドインワリオ